# گروه تی‌یوآی
گروه تی‌یوآی (آلمانی: TUI (Touristik Union International) Aktiengesellschaft) شرکت چندملیتی هتلداری و گردشگری است، که در زمینه مدیریت شرکت‌های هواپیمایی و خطوط چارتر، خطوط کشتی‌های گردشی، ارائه خدمات هتلداری، خدمات توریستی و مسافرتی فعالیت می‌نماید.
گروه تی‌یوآی در سال ۱۹۲۳ تشکیل شد، در ۱۹۷۰ شرکت هاپاگ-لوید را خریداری کرد و در سال ۲۰۰۷ در پی ادغام شرکت آلمانی تی‌یوآی آگ شرکت بریتانیایی فرست چویس هالیدی، به شرکتی چندملیتی تبدیل گشت. این گروه هم‌اکنون مالک ۶ شرکت هواپیمایی با مجموع ۱۳۰ فروند هواپیما، ۳۰۰ هتل، ۳ شرکت کشتیرانی و ۱٫۸۰۰ دفتر خدمات گردشگری می‌باشد و بعنوان بزرگترین شرکت ارائه خدمات هتلداری و گردشگری جهان شناخته می‌شود.
دفتر مرکزی گروه تی‌یوآی در شهر هانوفر، آلمان قرار دارد و بخشی از سهام آن در بازارهای بورس لندن و بورس فرانکفورت معامله می‌شود.